# KD Air
не следует путать с КД авиа
KD Air — канадская авиакомпания местного значения со штаб-квартирой в городе Ванкувер (провинция Британская Колумбия), работающая в сфере регулярных и чартерных пассажирских перевозок.

## Маршрутная сеть
Авиакомпания KD Air выполняет ежедневные рейсы между Кваликум-Бич (остров Ванкувер) и аэропортом Джиллиз-Бей (остров Тексада) с дальнейшей доставкой пассажиров наземным транспортом до города Порт-Элберни.

## Флот

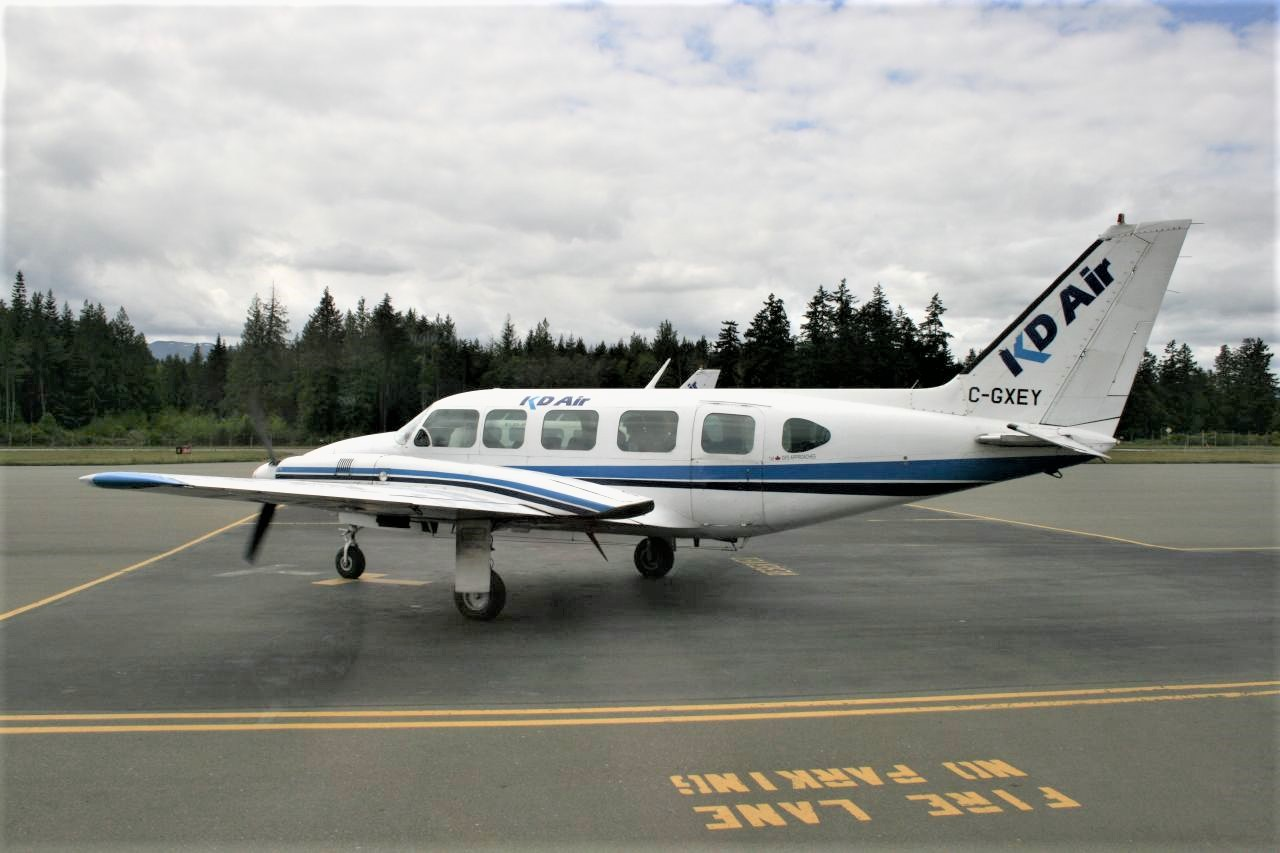
Piper Navajo авиакомпании KD Air в аэропорту Кваликум-Бич

Воздушный флот авиакомпании KD Air состоит из следующих самолётов:
- Piper PA-31-350 Chieftain
- Piper PA-31-310 Navajo
- Cessna Skyhawk